# San Javier (Misiones)
San Javier é uma cidade argentina da província de Província de Misiones, capital do departamento homônimo.  
Fica na latitude de 27° 53' ao Sul e na longitude de 55° 08' a Oeste e pode-se ter acesso a cidade cruzando por balsa o Rio Uruguai pelo Brasil pela cidade de Porto Xavier. Encontra-se às margens do Rio Uruguai, ficando próxima a cidade de Porto Xavier, no Rio Grande do Sul, e tem um população de 11.000 mil habitantes. 
Na Semana Santa, a cidade recebe milhares de turistas de Misiones, Corrientes, Paraguai e Brasil, onde fazem uma peregrinação até chegar a um local chamado Cerro Monje, onde existe uma capela e um calvário. 

## História
A origem da cidade deu-se pela redução Jesuítica de San Javier, fundada em 1629, pela Companhia de Jesus. O fundador da redução em San Javier foi o Padre Jose Ordoñez, no dia 3 de dezembro de 1929. O desenvolvimento da cidade foi notável, mas a ordem do Rio Carlos III, no ano de 1767, de expulsar os jesuítas produziu a dispersão de aborígines que não toleraram a administração de encomenderos ávidos por riquezas. Com o assalto a redução, acabaram-se os sonhos de progresso.  
Cercada pelo majestoso Rio Uruguai, San Javier é uma das cidades que mais se destacam pela produção de cana de açúcar, por isso é conhecida na Argentina por ser la dulce (a doce, em português). Localizada a 69 quilômetros da cidade de Oberá, e a 130 quilômetros de Posadas, a cidade se torna uma das formas de comunicação da Província de Misiones com o Brasil. Sua paisagem expõe ondulações e acidentes geográficos que merecem uma visita. Entre os principais se encontram o Cerro Monje e o Peñón Cerro Mbororé. Outro lugar imperdível de se visitar é o Conjunto Jesuítico de Santa María La Mayor, que junto ao de San Ingacio, formam as ruínas mais importantes da cidade.